# Boris e Gleb
Boris (Kiev, circa 990 – 24 luglio 1015) e 
Gleb (Kiev, circa 990 – 5 settembre 1015) sono stati due principi della Rus' di Kiev, fratelli tra loro, figli del gran principe Vladimir I di Kiev e di Anna Porfirogenita, sorella dell'imperatore di Bisanzio Basilio II Bulgaroctono. Con essi si inaugura la tipologia dei santi-principi dell'Europa dell'Est.

## La vita
La loro biografia ci è narrata dalle due Vite di Boris e Gleb pervenutaci, la prima opera di Nestore di Pečers'k e la seconda di Giacomo il monaco.
In esse si narra che Vladimir I, uno degli ultimi santi cattolici della storia della Russia, lasciò sul letto di morte il proprio regno diviso tra i suoi dodici figli. Sviatopolk, il primogenito, a cui era toccato in sorte il granducato di Kiev, si rifiutò di eseguire la decisione paterna e inviò i propri sicari nell'intento di uccidere gli altri fratelli e annettersi conseguentemente i loro possedimenti.
Boris, principe di Rostov, era il più istruito dei due, tanto che Nestore di Pečers'k ritiene che abbia introdotto Gleb, tramite la propria lettura, alle Sacre Scritture. Apprezzato dai suoi sudditi e dai soldati come lo era stato dal padre, fu inviato dallo stesso a sedare una rivolta tra i Peceneghi, popolazione nomade insediatasi sul litorale del Mar Nero, tra il Don e il Danubio. Avvisato dell'arrivo dei sicari del fratello, fedele al motto biblico «se chiunque di voi dice di amare Dio e poi alza le mani sul proprio fratello allora è un bugiardo», secondo le sue biografie, licenziò le sue truppe e rimase ad aspettare i propri assassini in compagnia di pochi servi sotto la sua tenda. I sicari, vedendolo sguarnito di ogni difesa, prima uccisero i servi che, fedeli al proprio padrone, si erano frapposti avanti la loro vittima, quindi colpirono Boris e, credendolo morto, lo rinchiusero dentro un sacco abbandonandolo nei pressi di Kiev il 24 luglio 1015. Saputolo ancora in vita, Sviatopolk inviò due variaghi a finirlo i quali, una volta trovatolo, trafissero il suo cuore con una spada.
Gleb, governatore della città di Murom, morì il 5 settembre di quello stesso anno, mentre faceva ritorno a Kiev per i funerali del fratello, imbarcato su un battello che risaliva il Dniepr. Secondo gli autori delle loro Vite, messi inviati da Sviatopolk, nei pressi dello scalo di Smolensk, corruppero il cuoco di bordo e lo indussero a tagliare la gola del santo, che, come il fratello, non oppose resistenza.

Le due opere biografiche sono concordi nel raccontare come entrambi i fratelli fossero stati precedentemente avvertiti delle intenzioni di quest'ultimo dalle sorelle ma che avessero egualmente rifiutato di alzare le armi contro il fratello e sacrificando la propria vita.
Successivamente Jaroslav, fratello dei due, sconfisse Sviatopolk entrando a Kiev con le sue truppe nel 1019. L'anno successivo trasportò le spoglie di Boris e Gleb nella cattedrale di San Basilio a Vyšgorod che, così come in seguito molte altre chiese russe, fu riconsacrata a loro nome. Successivamente altre fonti, quali la saga di Eymund, sostennero che il vero mandante degli assassini dei due fosse in realtà proprio Jaroslav: questa versione è ritenuta più affidabile dagli storici contemporanei poiché da una lettura più approfondita degli eventi risalta che la morte di Boris e Gleb abbia fatto solo il gioco di quest'ultimo (e non di Sviatopolk) nell'unificazione sotto il suo potere del regno del padre.

Furono canonizzati dalla chiesa ortodossa nel 1071.

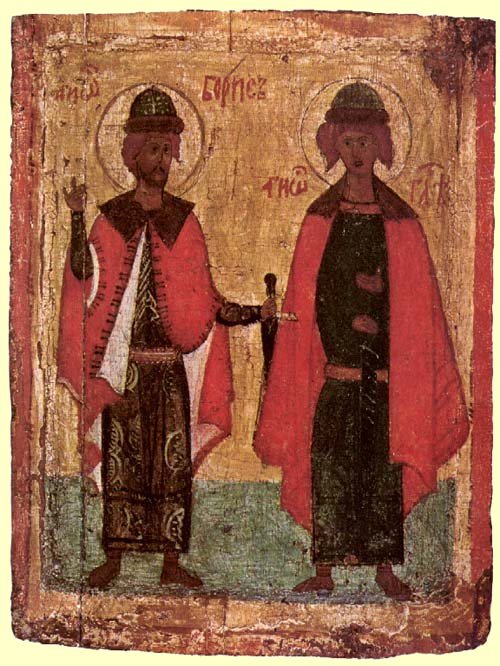
Icona di Boris e Gleb

## Il culto
Boris e Gleb sono venerati dalla Chiesa ortodossa russa quali campioni della non violenza, poiché preferirono morire piuttosto che arrecare danno alle mire del fratello. Sono martiri strastotèrpzi, ovvero portatori della passione. La loro festa comune si celebra il 2 maggio; singolarmente vengono ricordati nell'anniversario della loro morte, Boris il 24 luglio e Gleb il 5 settembre.
La storia della loro canonizzazione è complessa per via della particolarità del loro martirio. Se infatti nel 1020, appena cinque anni dopo la loro morte, il metropolita di Kiev Giovanni I, dopo avere ascoltato la loro storia, decise di traslarne i resti in una chiesa, nel 1072, quando avvenne la definitiva canonizzazione e la seconda traslazione delle reliquie, il metropolita Giorgio si diceva ancora non pienamente convinto della loro santità. Nei cinquant'anni che passarono tra la morte dei due e la loro definitiva canonizzazione (quella autentica - della Chiesa cattolica) - , infatti, si scontrarono le istanze del popolo e del clero della Rus', da poco cristianizzata, con quelle dei Metropoliti che, nominati dal Patriarca di Bisanzio per reggere le sorti della cristianità in Russia e loro stessi di origine bizantina, non avevano nel proprio bagaglio culturale religioso una concezione di santità che potesse raffrontarsi con quella di Boris e Gleb. Occorre ricordare, infatti, che la Chiesa greca conosceva ai tempi pochissimi santi di condizione laica e che la morte dei due Principi, più che un martirio per la fede, appariva invece una mera faida dinastica per il titolo di Gran Principe di Kiev, episodi che si sarebbero più volte verificati nel corso della storia russa. La canonizzazione fu dovuta, molto probabilmente, all'apporto che la morte dei due diede alla conversione della popolazione, fino ad allora per gran parte pagana. È d'uopo a tal proposito ricordare come, pur non essendo stati i primi santi russi (basti pensare al padre Vladimir o alla nonna Olga di Kiev) furono i primi a essere canonizzati anche grazie all'estrema devozione che il popolo russo aveva posto nei loro confronti: al verificarsi delle due guarigioni insperate a Vyšgorod, accadute secondo alla tradizione popolare grazie all'intercessione dei due, il cristianesimo, dopo essere stato introdotto, "di diritto", da Vladimir, iniziò a diffondersi fattivamente all'interno del popolo.
Oltre che tra mercanti e contadini i due santi godettero di una venerazione particolare anche dai nobili e dai principi, dovuta al fatto che con il proprio esempio per primi avevano contribuito a far entrare in uso comune nella Rus' la regola della primogenitura, fino al X secolo non affermatasi. E se da una parte viene affermato tale assunto dall'altra viene stabilito che il primogenito, una volta macchiatosi dell'assassinio dei suoi fratelli, perde ogni diritto successorio.
Essendo il più delle volte ricordati parallelamente, così come i santi Cosma e Damiano, i loro nomi finirono alle volte col fondersi: per questo, in Russia, esistono ancora oggi villaggi e monasteri denominati Borisoglebsk.

Il loro culto, come quello del padre, è ammesso anche dalla Chiesa cattolica poiché vissero prima dello scisma e furono immuni da eresie: per tale motivo furono canonizzati nel 1724 da Papa Benedetto XIII.

## Leggende devozionali
Tra le leggende devozionali più famose legate ai santi c'è senza dubbio quella che li vede apparire nel sogno di un monaco russo ordinandogli di svegliare il Principe di Novgorod Aleksandr Nevskij affinché combattesse gli svedesi che stavano minacciando Mosca. La notte prima della battaglia della Neva poi si narra fossero apparsi ai soldati del Principe, annunciando che avrebbero contribuito ad aiutare il loro devoto Aleksandr contro i nemici della patria.

## Ascendenza
|                         |                              |                    | Genitori          |  |  | Nonni |  |  | Bisnonni           |  |  | Trisnonni |  |
|                         |                              |                    |                   |  |  |       |  |  | Igor' I Rjurikovič |  |  | Rjurik    |  |
|                         |                              |                    |                   |  |  |       |  |  | Igor' I Rjurikovič |  |  | Rjurik    |  |
|                         |                              | Efanda             |                   |  |  |       |  |  | Igor' I Rjurikovič |  |  |           |  |
| Svjatoslav I Igorevič   |                              |                    |                   |  |  |       |  |  | Igor' I Rjurikovič |  |  |           |  |
|                         |                              | Olga di Kiev       | …                 |  |  |       |  |  |                    |  |  |           |  |
|                         |                              | Olga di Kiev       | …                 |  |  |       |  |  |                    |  |  |           |  |
|                         |                              | Olga di Kiev       | …                 |  |  |       |  |  |                    |  |  |           |  |
| Vladimir I Svjatoslavič |                              | Olga di Kiev       |                   |  |  |       |  |  |                    |  |  |           |  |
|                         |                              | Malk Ljubčanin     | Niskinja          |  |  |       |  |  |                    |  |  |           |  |
|                         |                              | Malk Ljubčanin     | Niskinja          |  |  |       |  |  |                    |  |  |           |  |
|                         |                              | Malk Ljubčanin     | …                 |  |  |       |  |  |                    |  |  |           |  |
| Maluša                  |                              | Malk Ljubčanin     |                   |  |  |       |  |  |                    |  |  |           |  |
|                         |                              | …                  | …                 |  |  |       |  |  |                    |  |  |           |  |
|                         |                              | …                  | …                 |  |  |       |  |  |                    |  |  |           |  |
|                         |                              | …                  | …                 |  |  |       |  |  |                    |  |  |           |  |
| Boris e Gleb di Kiev    |                              | …                  |                   |  |  |       |  |  |                    |  |  |           |  |
|                         | Costantino VII Porfirogenito | Leone VI il Saggio |                   |  |  |       |  |  |                    |  |  |           |  |
|                         | Costantino VII Porfirogenito | Leone VI il Saggio |                   |  |  |       |  |  |                    |  |  |           |  |
|                         | Costantino VII Porfirogenito | Zoe Carbonopsina   |                   |  |  |       |  |  |                    |  |  |           |  |
| Romano II               | Costantino VII Porfirogenito |                    |                   |  |  |       |  |  |                    |  |  |           |  |
|                         |                              | Elena Lecapena     | Romano I Lecapeno |  |  |       |  |  |                    |  |  |           |  |
|                         |                              | Elena Lecapena     | Romano I Lecapeno |  |  |       |  |  |                    |  |  |           |  |
|                         |                              | Elena Lecapena     | Teodora           |  |  |       |  |  |                    |  |  |           |  |
| Anna Porfirogenita      |                              | Elena Lecapena     |                   |  |  |       |  |  |                    |  |  |           |  |
|                         |                              | …                  | …                 |  |  |       |  |  |                    |  |  |           |  |
|                         |                              | …                  | …                 |  |  |       |  |  |                    |  |  |           |  |
|                         |                              | …                  | …                 |  |  |       |  |  |                    |  |  |           |  |
| Teofano                 |                              | …                  |                   |  |  |       |  |  |                    |  |  |           |  |
|                         |                              | …                  | …                 |  |  |       |  |  |                    |  |  |           |  |
|                         |                              | …                  | …                 |  |  |       |  |  |                    |  |  |           |  |
|                         |                              | …                  | …                 |  |  |       |  |  |                    |  |  |           |  |
|                         |                              | …                  |                   |  |  |       |  |  |                    |  |  |           |  |